# Щраленберги
Щраленбергите (на немски: Strahlenberger) са средновековна благородническа (Edelfrei) фамилия от втората половина на 12 до началото на 15 век. Тяхната резиденция е замъка Щраленбург в Шрисхайм, северно от Хайделберг в Баден-Вюртемберг, Германия.
Фамилията произлиза от род Хирцберги, наричан Хиршберги. В началото фамилята си основава малко господство с фогт-права, назаем от манастир Елванген.
Конрад I фон Хирцберг (1142 – 1165) има два сина. По-големият, Еберхард фон Хирцберг (1165), ръководи по-нататък Дом Хиршберг в Лойтерсхаузен. Споменат е за последен път през 1223 г. Неговият брат Хайнрих (1174) основава странична линия на рода. Неговият внук Конрад I фон Щраленберг (1220 – 1240), построява през 1235 г. на хълма своя резиденция, новия замък Щраленбург, над съществуващото вече селище Шрисхайм и изоставен замък (Schanzenköpfle), на територия на манастир Елванген. Стига се до конфликт между него и игумена на Елванген. Конрад след това е осъден. Скоро след това той основава под замъка новият град Шрисхайм.
Конрад I фон Щраленберг (1220 – 1240), строителят на Щраленбург, има три сина, от които първият, Хайнрих, умира рано преди 1255 г. Еберхард (1250 – 1293), най-малкият, става духовник и през 1291 г. епископ на Вормс. Конрад II (1250 – 1283) получава така наследството неразделено. Конрад II построява през втората половина на 13 век замъка Бург Валдек във Фордерхойбах. Неговият син, Конрад III (1283 – 1296) получава от чичо си, епископна на Вормс, големи територии в Щайнахтал, където си основава владение в Оденвалд и след това на терорията на Шрисхайм. Така се създава господството Валдек. През 1310 г. Бург Валдек е заложен на епоскопия Вормс.
През 1329 г. замъкът Щраленбург и градът Шрисхайм са заложени от Ренварт фон Щраленберг (1301 – 1347) на Хартмут фон Кронберг и през 1347 г. e купен от курфюрст Рупрехт I от Пфалц, който купува от Зифрид фон Щраленберг (1342 – 1368) през 1357 г. и господството Валдек. През 1468 г. Щраленбург е собственост на фамилията на Велденците с херцог Лудвиг фон Велденц.
Последният от род Щраленберги е Йохан фон Щраленберг († 25 август 1408), син на Зигфрид, женен за графиня Аделхайд фон Цолерн († сл. 16 декември 1415).